# Eugen Kasaic
Eugen Kasaic est un tireur sportif canadien.

## Palmarès
Eugen Kasaic a remporté l'épreuve Hizadai (original) aux championnats du monde MLAIC organisés en 2002 à Lucques  en Italie .